# Karlstad Airport
De Luchthaven Karlstad (IATA: KSD, ICAO: ESOK) is de internationale luchthaven van Värmland en ligt 16 km van Karlstad, Zweden. In 2014 verwerkte de luchthaven 83.288 passagiers. Naast lijndiensten naar onder andere Stockholm en Frankfurt is de luchthaven ook belangrijk voor het charterverkeer.
Sinds de infrastructuur tussen Karlstad en Stockholm zowel over de weg en over spoor sterk verbeterd is, is het aantal passagiers sterk afgenomen. Karlstad Airport had zijn topjaren rondom de eeuwwisseling, in het jaar 2000 maakte bijna 300.000 passagiers gebruik van de luchthaven. Er waren in die tijd ook lijndiensten naar andere Zweedse steden en Kopenhagen. De luchthaven was in bezit van Swedavia, de Zweedse nationale luchthavenuitbater. Mede vanwege de afnemende passagiersaantallen, is in 2010 Karlstad Airport overgedragen aan de gemeente Karlstad.